# Bistum Bauru
Das Bistum Bauru (lateinisch Dioecesis Bauruensis, portugiesisch Diocese de Bauru) ist eine in Brasilien gelegene römisch-katholische Diözese mit Sitz in Bauru im Bundesstaat São Paulo.

## Geschichte
Das Bistum Bauru wurde am 11. Februar 1964 durch Papst Paul VI. mit der Apostolischen Konstitution Christi Gregis aus Gebietsabtretungen des Erzbistums Botucatu und des Bistums Lins errichtet. Es wurde dem Erzbistum Botucatu als Suffraganbistum unterstellt.

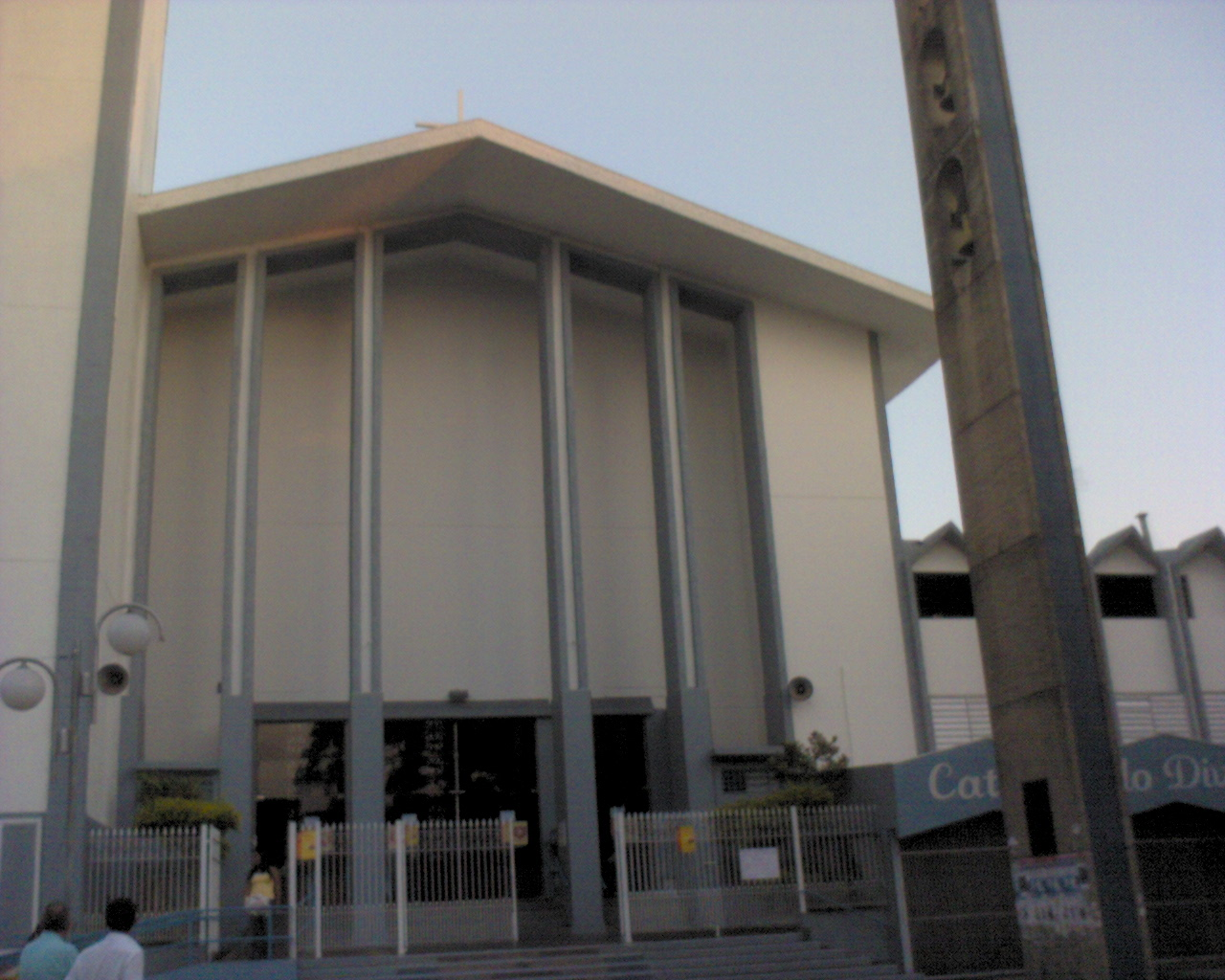
Kathedrale Divino Espírito Santo in Bauru

## Bischöfe von Bauru
- Vicente Ângelo José Marchetti Zioni, 1964–1968, dann Erzbischof von Botucatu
- Cândido Rubens Padín OSB, 1970–1990
- Aloysio José Leal Penna SJ, 1990–2000, dann Erzbischof von Botucatu
- Luiz Antônio Guedes, 2001–2008, dann Bischof von Campo Limpo
- Caetano Ferrari OFM, 2009–2018
- Rubens Sevilha OCD, seit 2018